# Xenia elongata
Xenia elongata är en korallart som beskrevs av James Dwight Dana 1846. Xenia elongata ingår i släktet Xenia och familjen Xeniidae. Inga underarter finns listade i Catalogue of Life.